# Kim Cesarion
Kim Hugo Leonel Niko Cesarion (ur. 10 lipca 1990 w Sztokholmie) – szwedzki piosenkarz, producent muzyczny i autor tekstów mający szwedzkie, greckie i gwadelupskie korzenie.

## Dyskografia

### Albumy studyjne
- 2014: Undressed

### Single
- 2013: Undressed
- 2013: Brains Out
- 2014: I Love This Life
- 2016: Therapy